# Topkapi (film)
Topkapi är en amerikansk långfilm från 1964 i regi av Jules Dassin, med Melina Mercouri, Peter Ustinov, Maximilian Schell och Robert Morley i rollerna.
Handlingen kretsar kring en stöld av en juvelbesatt dolk från ett museum i Istanbul.

## Rollista
| Melina Mercouri      | – Elizabeth Lipp       |
| Peter Ustinov        | – Arthur Simon Simpson |
| Maximilian Schell    | – Walter Harper        |
| Robert Morley        | – Cedric Page          |
| Jess Hahn            | – Hans Fisher          |
| Gilles Ségal         | – Giulio the Human Fly |
| Akim Tamiroff        | – Gerven the Cook      |
| Titos Vandis         | – Harback              |
| Ege Ernart           | – Maj. Ali Tufan       |
| Senih Orkan          | – First Shadow         |
| Ahmet Danyal Topatan | – Second Shadow        |
| Joseph Dassin        | – Josef                |
| Despo Diamantidou    | – Voula                |